# Izzy Izumi
Izzy Izumi (泉 光子郎?, Izumi Kōshirō) è un personaggio immaginario delle prime due stagioni dell'anime dedicato all'universo di Digimon, Digimon Adventure e Digimon Adventure 02.
Il suo Digimon partner è Tentomon. Izzy è un esperto di computer che trascorre larga parte del suo tempo provando a decifrare i misteri ed i segreti di Digiworld tramite il suo laptop "PiBook". Izzy vive con i suoi genitori adottivi. Quando inizialmente scopre di essere stato adottato, il ragazzo inizia a distaccarsi subconsciamente dai suoi genitori e a concentrarsi sui computer. Il problema tra di loro si risolve quando i genitori rivelano al figlio la verità e quest'ultimo li accetta come suoi veri genitori. La sua bevanda preferita è l'oolong.
Nel doppiaggio italiano, Izzy esclama spesso "Pazzesco!".
È il possessore della Digipietra della Saggezza (della Conoscenza in Adventure 02).
È doppiato in giapponese da Umi Tenjin in quasi tutti i media, da Mutsumi Tamura in Digimon Adventure tri. e Digimon Adventure: Last Evolution Kizuna, e da Yumiko Kobayashi in Digimon Adventure: e in italiano da Maura Cenciarelli in quasi tutti i media e da Stefano Broccoletti in Digimon Adventure: Last Evolution Kizuna.

## Preludio aDigimon Adventure
È stato testimone del combattimento Greymon/Parrotmon ed è così divenuto un Digiprescelto. I veri genitori di Izzy morirono in un incidente d'auto ed il bambino fu adottato da un lontano cugino di suo padre e da sua moglie, che avevano appena perso il loro figlio naturale. Apprende della sua adozione per caso e per un periodo ciò porta ad una certa distanza tra lui ed i suoi genitori adottivi, in particolar modo con sua madre.

## Digimon Adventure
Izzy ha dieci anni e frequenta la quarta elementare alla scuola elementare di Odaiba. È l'esperto di computer del gruppo ed è il più curioso riguardo a Digiworld. Preferisce spesso stare da solo. Una volta arrivato nel mondo digitale, Izzy sviluppa una "teoria aliena" ed ha una bassa opinione dei Digimon. Per esempio, quando il suo Digimon partner, Tentomon ascolta la teoria aliena di Izzy, gli chiede "Che mistero c'è in me? Io sono ciò che sono.". Quando i Digiprescelti entrano in una fabbrica, Izzy trova un'enorme batteria e vi entra. Cancella quindi una parte dei geroglifici presenti sul muro al suo interno, causando l'immediato arresto della produzione della fabbrica. Izzy è il primo a rendersi conto che tutto, anche i programmi, sono esseri viventi a Digiworld.
Le abilità di Izzy con il computer, tuttavia, si dimostrano presto essere straordinariamente utili al gruppo. Durante la battaglia contro Andromon, Tentomon suggerisce a Izzy di reinserire il programma che aveva attivato il suo Digivice. Quando Izzy lo riscrive, Tentomon digievolve in Kabuterimon e distrugge l'Ingranaggio Nero che condiziona Andromon. Quando Mimi e Tentomon si perdono in un labirinto, Izzy trova la mappa della costruzione e localizza la posizione di Mimi grazie al suo Digivice. Quindi, guida i due al di fuori del labirinto.
Dopo la sconfitta di Devimon, i Digiprescelti vengono spediti nel continente di Server per sconfiggere Etemon. Mentre Piximon li allena, Matt e Izzy vedono le loro Digipietre brillare. I due sgaiattolano fuori e le trovano; Matt riceve la Digipietra dell'Amicizia, mentre Izzy riceve la Digipietra della Saggezza (知識の紋章, Chishiki no Monshō). La curiosità e l'intuito deduttivo di Izzy tornano utili in più di un'occasione; quando Datamon cattura Sora, il ragazzo è il primo a ipotizzare che il Digimon si trovi ancora all'interno della piramide. Tai e Izzy liberano quindi Sora. Etemon viene a sapere della loro presenza e li raggiunge, cercando di distruggere Datamon. Nella battaglia finale scatenatasi, Greymon superdigievolve con successo in MetalGreymon e sconfigge Etemon. Tai e il suo Digimon vengono risucchiati nel mondo reale; durante la loro breve permanenza lì, Izzy invia un messaggio delirante, avvisando Tai di non tornare a Digiworld.
Tuttavia, Tai torna a Digiworld comunque perché sa di dover ripristinare l'equilibrio tra i due mondi. Izzy si imbatte in Vademon, che lo inganna e si fa consegnare la mente avida di sapere del ragazzo, il quale regredisce ad una mente che accetta qualsiasi cosa e non mette in dubbio nulla. Tentomon cerca in qualche modo di riportarlo alla normalità ma non vi riesce; regredisce quindi lentamente in Motimon ed in Pabumon prima che Izzy si risvegli. Izzy recupera il suo Digimedaglione, la sua Digipietra e la sua mente avida di sapere. Nella battaglia susseguente, la sua conoscenza ed il suo cuore gli permettono di far brillare la sua Digipietra, causando così la Superdigievoluzione di Tentomon in MegaKabuterimon e la successiva sconfitta di Vademon.
Durante la ricerca dell'ottavo bambino prescelto, i Digiprescelti inseguono Myotismon nel mondo reale. Gennai carica alcuni programmi nel laptop di Izzy per dargli qualche informazione in più. Il primo programma traccia i movimenti dei Digimon. Izzy vede Raremon attaccare la Baia di Tokyo e si precipita lì nonostante Tentomon provi a fermarlo. Il secondo programma carica una barriera digitale, che impedisce ai Bakemon di prendere Izzy ed i suoi genitori. Gennai dice inoltre a Izzy che la fonte del potere di Myotismon si trova alla stazione televisiva della Fuji TV e gli racconta della profezia. La profezia aiuta i ragazzi a distruggere VenomMyotismon; quando Izzy legge la profezia a voce alta (ai Digiprescelti serve un po' di tempo per comprenderla appieno), il gruppo segue le sue direttive. Angemon e Angewomon colpiscono Matt e Tai con le frecce della Speranza e della Luce, cosa che porta Agumon e Gabumon a megadigievolvere nelle loro forme di livello mega, fornendo un aiuto fondamentale nella battaglia.
Durante questa saga, i genitori di Izzy gli rivelano che lui è stato adottato. I veri genitori di Izzy rimasero uccisi in un incidente d'auto ed un lontano cugino di suo padre adottò Izzy. Izzy spiega a sua volta ai suoi genitori che lui sapeva già tutto questo dopo aver sentito ciò che i due si dicevano durante una conversazione notturna e gli dice che si è dedicato completamente ai computer per dimenticare ciò che aveva sentito.
Il computer portatile di Izzy si rivela un aiuto ancora più prezioso per i Digiprescelti durante la battaglia con i Padroni delle Tenebre. Precedentemente, erano i Digimon partner che davano informazioni ai Digiprescelti sui vari Digimon che il gruppo si trovava ad incontrare; tuttavia, Izzy carica nel suo computer un database di profili di Digimon. Quando un nuovo Digimon si fa vedere, Izzy ne rivela il nome e ne descrive le caratteristiche al resto del gruppo.
Nell'ultima battaglia contro Piedmon, Izzy viene trasformato in un portachiavi. Dopo la sconfitta di Apokarimon, Joe calcola che, poiché un giorno a Digiworld corrisponde ad un minuto nel mondo reale, i Digiprescelti sarebbero potuti rimanere a Digiworld per centodiciotto anni (i ragazzi avevano pianificato di rimanere lì fino alla fine delle vacanze estive). Tuttavia, Gennai dice loro che la distorsione del tempo che causava le due diverse cronologie nei due mondi era stata eliminata dalla scomparsa di Apokarimon e che l'eclissi solare avrebbe sigillato la barriera tra i due mondi per un periodo di tempo indefinito. Izzy saluta quindi Tentomon, ringraziandolo per essere stato un così buon amico.

### Our War Game!
In "Our War Game!", Izzy, che indossa per l'occasione una versione sbottonata e senza guanti del suo abbigliamento della prima stagione, individua un Digiuovo generato da un virus nel computer e corre ad avvisare Tai della scoperta. Quando il Digimon appena nato digievolve a livello intermedio e inizia a cibarsi di dati all'interno della rete, i due inviano Agumon e Tentomon a sventare la minaccia, ma sono sconfitti quando la creatura passa direttamente al livello evoluto trasformandosi in Infermon e attaccando i due avversari mentre stanno digievolvendo. Più tardi, aiutati da Gabumon e Patamon, i Digimon affrontano nuovamente Infermon, che digievolve ulteriormente diventando Diaboromon, ma nel mezzo della battaglia Izzy si ritrova costretto ad andare al bagno a causa della sua troppa indulgenza nei confronti delle discutibili bevande preparate dalla madre di Tai, cosa che permette a Tai di causare un crash al computer e compromettere il suo Digimon; nella versione originale del film, Izzy aveva bevuto troppo tè semifermentato, anche se alla fine il risultato è lo stesso. Le numerose e-mail che Izzy riceve sul computer rallentano l'elaborazione dei dati e impediscono a WarGreymon e MetalGarurumon di muoversi normalmente. Tai e Matt entrano in qualche modo nei rispettivi computer per aiutare i due Digimon di livello mega e, grazie al loro aiuto e a quello di tutti i giovani che stanno assistendo alla battaglia (che in seguito diventeranno Digiprescelti), WarGreymon e MetalGarurumon DNAdigievolvono in Omnimon ed eliminano tutti i cloni di Diaboromon. Tuttavia, il Diaboromon originale è troppo veloce per Omnimon, saltando via continuamente non appena Omnimon lo localizza. Izzy alla fine elabora un piano, inoltrando tutte le e-mail a Diaboromon per rallentarlo. Omnimon riesce quindi a distruggere Diaboromon pochi millisecondi prima che il missile nucleare lanciato dal Digimon malvagio colpisca il Giappone.
Nel maggio del 2000, Izzy torna a Digiworld e rilascia il potere della sua Digipietra per liberare i Digimon Supremi. Conseguenza di ciò è l'impossibilità per Tentomon di raggiungere la sua forma al livello evoluto, MegaKabuterimon.

## Digimon Adventure 02
Tre anni dopo i fatti di Digimon Adventure, Izzy è ora al secondo anno di scuola media ed è il presidente del Club di Computer. Izzy continua a giocare il suo ruolo tecnico; il ragazzo tiene d'occhio Digiworld e avverte i nuovi Digiprescelti di eventuali disagi e problemi. È Izzy ad escogitare il piano per invadere la base di Ken; grazie all'informazione di Cody su una conduttura sulla quale l'Imperatore Digimon sarà costretto a passare, Izzy riesce a mandare Agumon e Gabumon a creare un diversivo. Successivamente, quando la base di Ken sta per esplodere, Izzy individua il problema e lo rivela ai ragazzi, che ripristinano le cose.
Grazie all'aiuto di un suo amico dagli Stati Uniti, il ragazzo capisce che i nuovi Digivice hanno tre nuove funzioni e li chiama Digivice D-3. Infine, dopo che la scuola diviene inagibile, Izzy ipotizza che sia il potere dei D-3 ad aprire realmente il passaggio verso Digiworld. La teoria si dimostra corretta e conferisce ai Digiprescelti l'abilità di aprire Digivarchi quando e dove vogliono, piuttosto che essere limitati al solo uso della sala computer della scuola per muoversi tra Digiworld ed il mondo reale.

## Digimon Adventure tri.
Tre anni dopo la sconfitta di Malomyotismon Izzy, benché vada ancora al liceo, ha avviato con successo una startup con un suo amico americano (probabilmente Willis), tanto da potersi permettere un prestigioso ufficio all'interno di un lussuoso complesso residenziale.
Quando Tokyo viene nuovamente attaccata dai digimon, lui e i suoi vecchi compagni vengono arruolati in una divisione speciale dei Servizi Segreti giapponesi, e riunitosi a Tentomon aiuta Tai e gli altri a risolvere la crisi ad Haneda. In seguito, grazie ai mezzi a propria disposizione, crea uno speciale programma in grado di far passare istantaneamente Tentomon e gli altri dal piano digitale al mondo reale attraverso un qualunque dispositivo elettronico; inoltre modifica gli occhiali da motociclista di Tai per renderli in grado di scorgere le anomalie dello spaziotempo, grazie ai quali lui e gli altri prescelti scopriranno l'esistenza di un gigantesco portale sopra Odaiba da cui, poco dopo, emergerà Alphamon.

## Epilogo
Nell'anno 2027 Izzy organizza una squadra di ricerca per studiare Digiworld ed apprendere più di quello che la popolazione umana già conosce. Anche se sua moglie non è menzionata, Izzy ha una figlia il cui Digimon partner è un Motimon.

### Hurricane Touchdown/Supreme Evolution! The Golden Digimentals
Durante la sigla iniziale, Izzy è intento a potenziare il suo computer, ma viene successivamente rapito poco dopo da Wendigomon dopo che il suo Digivice reagisce in modo strano. A causa di Wendigomon, lui e gli altri Digiprescelti originali regrediscono all'età infantile mentre si trovano in una strana dimensione in cui il Digimon li ha portati. Dopo la sconfitta di Wendigomon, Izzy torna dove si trovava all'inizio del film.

### Diaboromon Strikes Back!
Come in "Our War Game!", Izzy è ancora il responsabile di un piano di attacco contro Diaboromon. È colui che riunisce tutti i Digiprescelti (compresa Mimi, giunta in volo dagli Stati Uniti) per aiutare a sconfiggere Diaboromon e fermare il caos scoppiato in Internet e nel mondo reale.

### Michi e no Armor Shinka
Davis si reca a casa di Izzy, chiedendo di dargli qualche lezione sui computer.

## Nome
Il vero nome di Izzy è traslitterato "Koushiro" nella versione inglese e "Koushirou" in quella giapponese.

## Character song
Izzy dispone di due image song, "Version Up" ("Aggiornamento") e "Open Mind" ("Mente aperta"), così come una terza cantata insieme a Tentomon e chiamata "Sekaijuu no Keshiki wo!" ("Il paesaggio del mondo intero!"). In Digimon Adventure Tri. ne possiede una terza, intitolata "Kioku no Kakera -Koushiro Side-".

## Accoglienza
Secondo un sondaggio condotto da Manga Entertainment, Izzy è risultato il quinto personaggio preferito dagli utenti, ottenendo l'8% delle preferenze, posizione e percentuale condivise con Sora e Ken.